# Alejandro Domínguez (dirigente deportivo)
Alejandro Guillermo Domínguez Wilson-Smith (Asunción, 25 de enero de 1972) es un dirigente deportivo paraguayo que ejerce como presidente de la Confederación Sudamericana de Fútbol desde 2016 y es uno de los vicepresidentes de la FIFA. Anteriormente fue presidente de la Asociación Paraguaya de Fútbol entre 2014 y 2016, cargo al que renunció para encabezar la Conmebol.

## Primeros años

### Familia
Alejandro Guillermo Domínguez Wilson-Smith nació en Asunción el 25 de enero de 1972, hijo de Osvaldo Domínguez Dibb y Peggy Wilson-Smith. Su padre fue un importante empresario, político y dirigente deportivo, reconocido principalmente por sus presidencias del Club Olimpia, de 1974 a 1990 y de 1995 a 2004. Su madre se ha dedicado al altruismo, involucrándose particularmente en las Olimpiadas Especiales, en parte debido a la condición de su hijo Emilio.
A través de su padre, Domínguez es de ascendencia árabe, siendo su abuelo un inmigrante sirio que llegó al Paraguay en 1924 y adoptó el apellido Domínguez. Del lado materno es de ascendencia inglesa, siendo su madre una nativa de Londres que llegó al Paraguay a los dos años de edad.
Domínguez tiene cinco hermanos: Julio, Diana, Astrid, Cristian y Emilio. Julio fue senador nacional por el Partido Colorado, de 2003 a 2008. Diana es la fundadora del periódico El Nacional y está casada con el político colorado Edmundo Rolón, nieto del presidente Raimundo Rolón. Cristian ha estado involucrado en la dirigencia de Olimpia. Domínguez es primo de Goli Stroessner, político que, junto a Osvaldo Domínguez Dibb, lideró Paz y Progreso, movimiento interno del Partido Colorado que se opuso al nicanorismo en los 2000.

### Educación
Cursó sus estudios secundarios en el Colegio San Andrés, donde fue fundador y primer presidente de su centro de estudiantes. En 1995 se graduó como economista de la Universidad de Kansas, Estados Unidos. En 2011 completó un máster en administración de empresas (MBA) de la Universidad Católica de Asunción, donde obtuvo mención honorífica.

### Matrimonio e hijos
En 1998, Domínguez contrajo matrimonio con María Mercedes Pérez, con quien tuvo tres hijos: Alejandro, Isabella y Máximo.

## Trayectoria profesional
Tras graduarse, se dedicó a la administración de empresas, la dirección de medios de comunicación y la dirigencia deportiva en su país.
Inició su carrera como director de la productora de tapas corona Atlántida (1996-1998). Fue gerente general del diario paraguayo La Nación (1998-2014) y asumió la presidencia del Grupo Nación de Comunicaciones (1999-2014), donde fundó el diario Crónica y la radio 970 AM. Fue miembro del directorio de la Sociedad Interamericana de Prensa (2004-2006), donde fue vicepresidente para Paraguay de la Comisión de la Libertad de Expresión.

### Club Olimpia
Inició su carrera en el mundo del deporte como miembro del directorio del Club Olimpia de Paraguay (1995-1996) de la mano de su padre Osvaldo Domínguez Dibb. Entre 2004 y 2006 fue vicepresidente del club hasta que en 2005 fue designado presidente interino. En 2018 fue presidente de la comisión de los festejos del centenario del Club Olimpia.

### Asociación Paraguaya de Fútbol
En 2007, fue elegido uno de los dos vicepresidentes de la Asociación Paraguaya de Fútbol (APF) en el periodo 2007-2011. En 2011 fue elegido vicepresidente primero de la APF hasta agosto de 2014, cuando pasó a ocupar la presidencia interina luego de que el entonces presidente de la asociación, Juan Ángel Napout, fuera elegido presidente de la Conmebol.
El 3 de noviembre de 2014, fue elegido presidente de la Asociación Paraguaya de Fútbol para el periodo 2014-2018. A comienzos de 2016, presentó su renuncia a la presidencia de la APF tras ser elegido presidente de la Conmebol en enero de 2016.

## Presidencia de la Conmebol

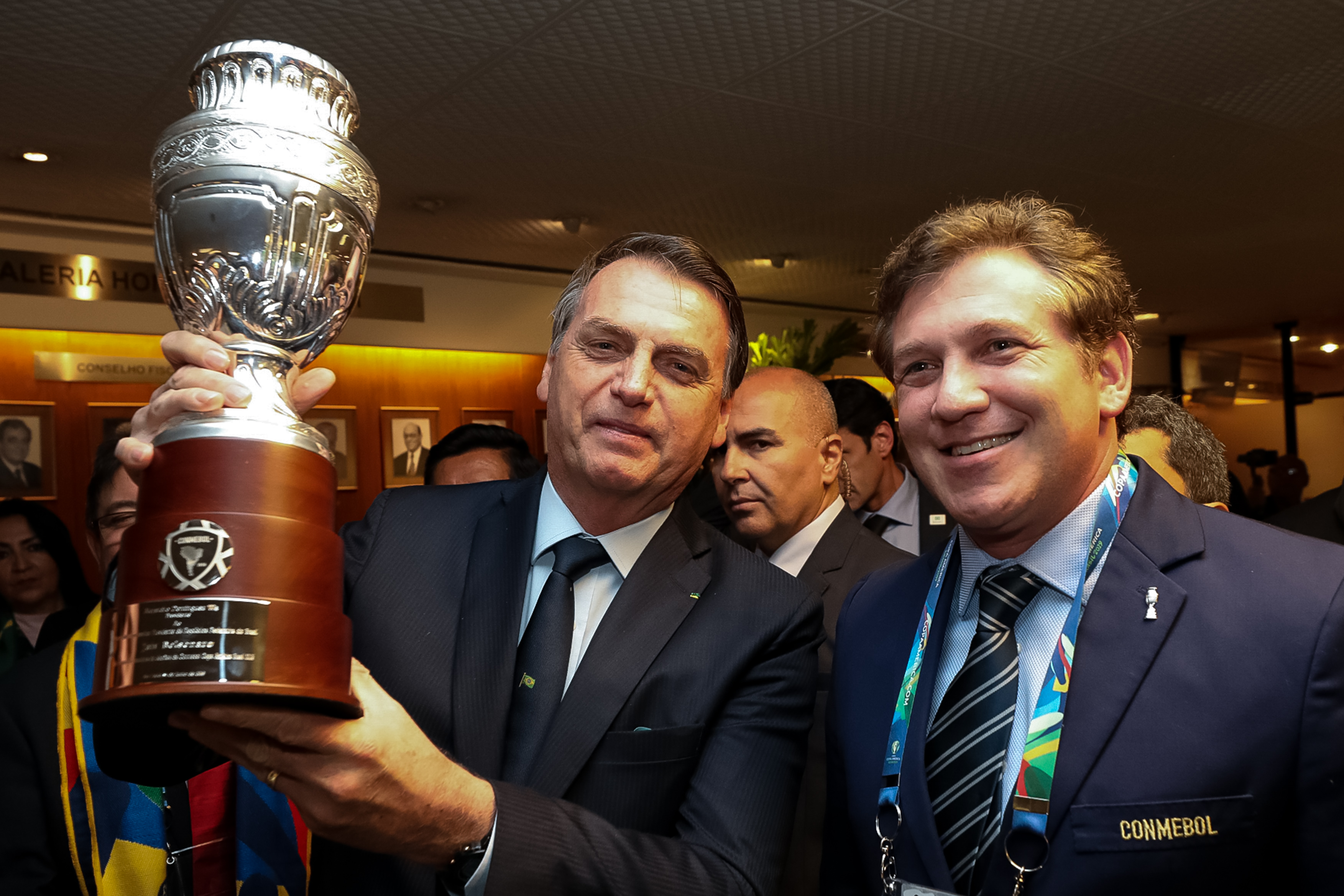
Domínguez junto al presidente brasileño Jair Bolsonaro, durante la apertura de la Copa América 2019.

Alejandro Domínguez asumió la presidencia de la Conmebol el 26 de enero de 2016, tras obtener una votación unánime de los 10 países miembros. Su mandato comenzó con el objetivo de superar el escándalo de corrupción de la FIFA en 2015 y promover reformas que fortalecieran la transparencia en la organización.

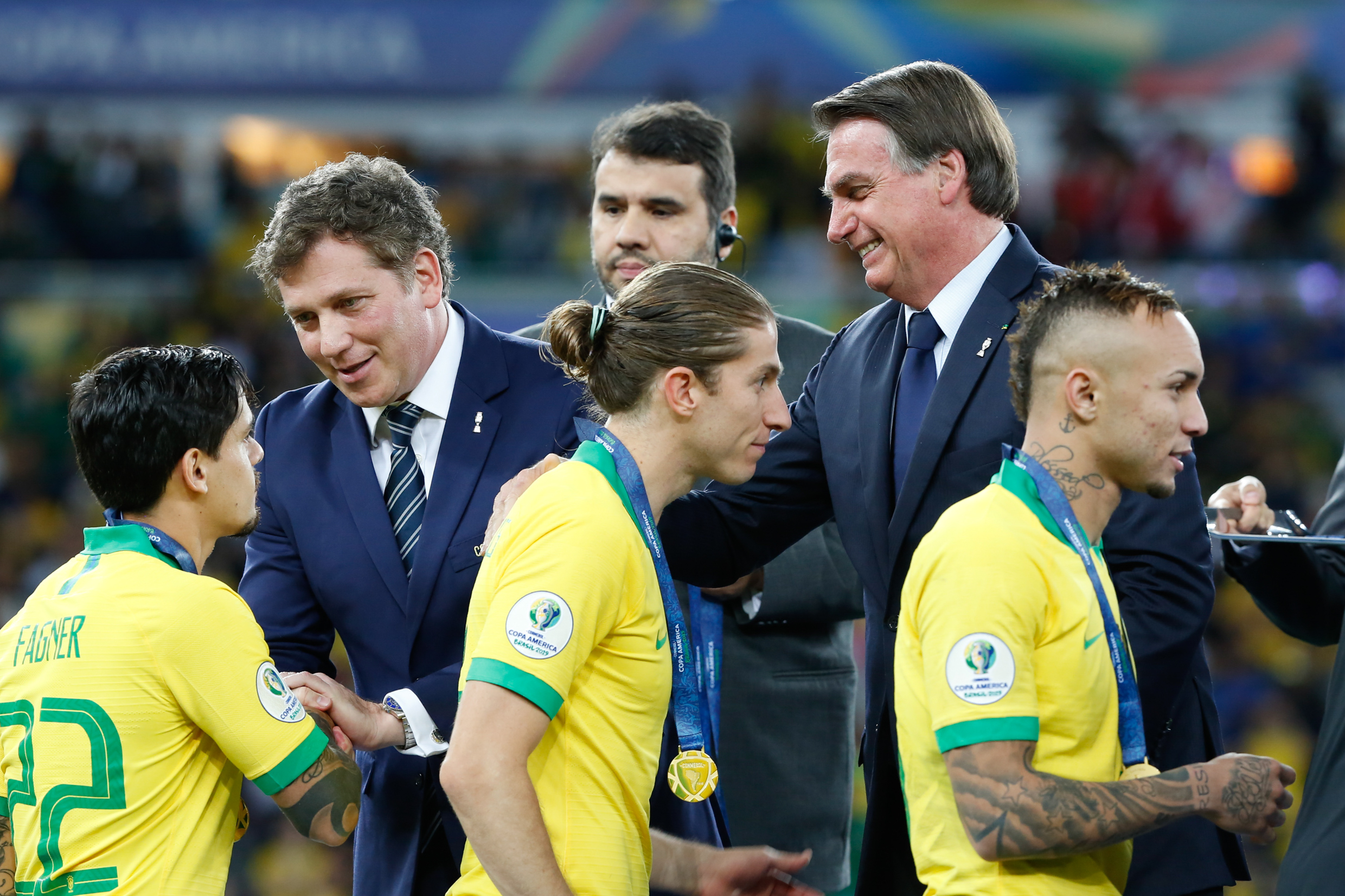
Domínguez y Bolsonaro felicitan a la selección brasileña de fútbol luego de su victoria,

Gracias a estas reformas, la Conmebol recibió un reconocimiento por "Buenas Prácticas de Transparencia e Integridad del Sector Privado", otorgado por la Secretaría Anticorrupción de Paraguay y la Oficina de Naciones Unidas contra la Droga y el Delito (UNODC). La evaluación para este reconocimiento incluyó la participación de entidades privadas, como la Cámara de Comercio Internacional (ICC) y Pacto Global, así como organizaciones civiles y académicas como el Centro de Estudios Ambientales y Sociales (Ceamso) y la Universidad Nacional de Asunción (UNA).
Durante su gestión, la Conmebol fue evaluada en aspectos como transparencia, rendición de cuentas, acceso a la información, control interno y capacitación. Además, se destacó por la recuperación de fondos malversados, logrando el retorno de 55.085.601,68 dólares estadounidenses. Este logro la convirtió en la única confederación en el mundo en recuperar fondos de exdirigentes, superando las expectativas de auditorías previas.

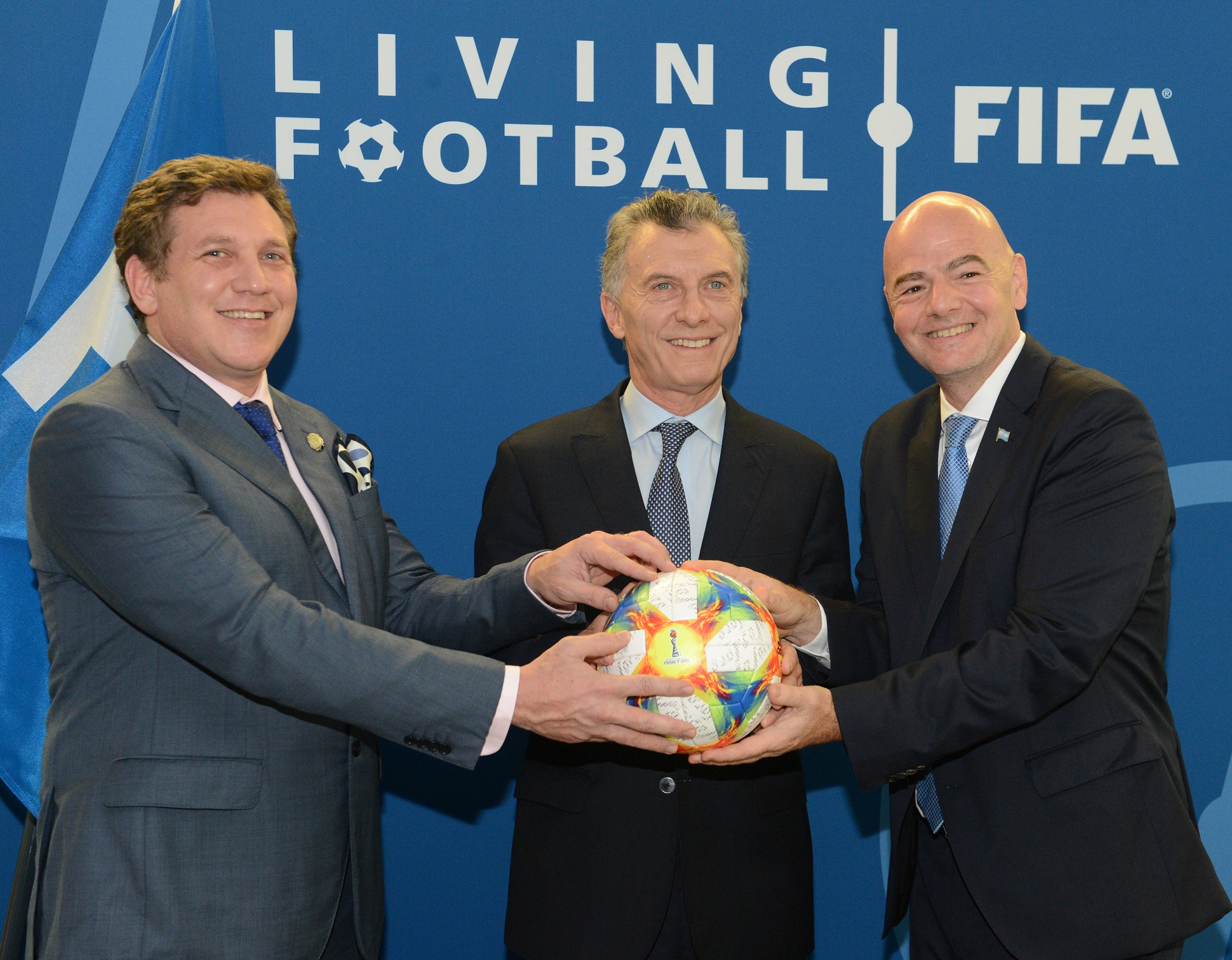
Domínguez en Zúrich, junto al presidente argentino Mauricio Macri y el presidente de la FIFA, Gianni Infantino, 2019.

En el 73.º Congreso de la Conmebol, realizado el 11 de noviembre de 2020, Domínguez presentó un informe detallado sobre este proceso de recuperación, resaltando que el monto recuperado casi duplicó lo inicialmente estimado.

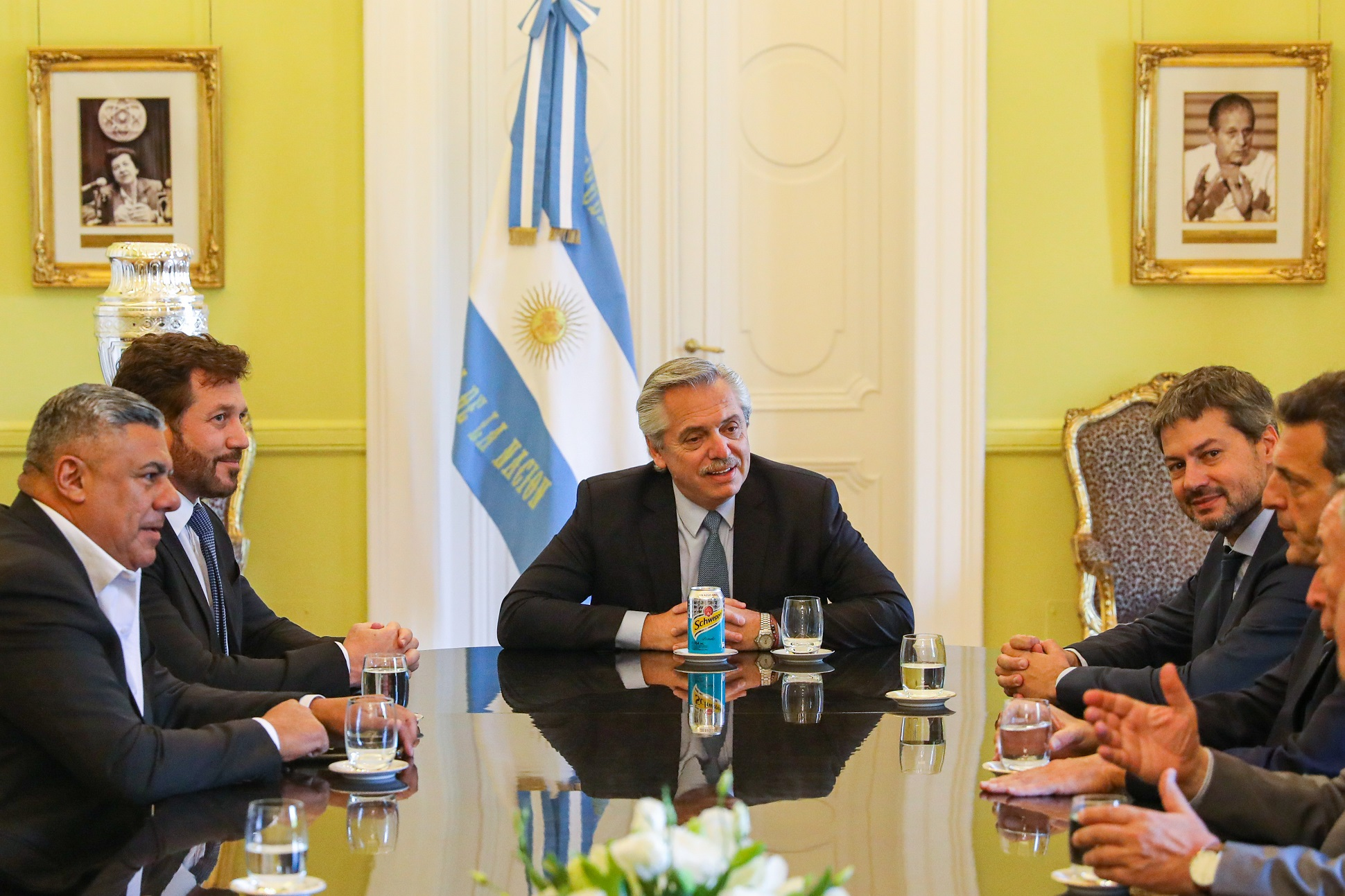
Domínguez se reúne con el presidente argentino Alberto Fernández y el presidente de la Asociación del Fútbol Argentino Claudio Tapia, 2019.

Desde enero de 2017, también preside la Comisión de Finanzas de la FIFA, una de sus comisiones permanentes. En marzo de 2018, el Consejo de la Conmebol convocó elecciones para mayo, destacando la importancia de la continuidad de las reformas. En el 69.º Congreso Ordinario, celebrado el 11 de mayo de 2018 en Luque, Paraguay, Domínguez fue reelecto para el periodo 2019-2022.

### Polémicas e incidentes bajo su gestión
En 2016, bajo su gestión, se produjo el accidente del Vuelo 2933 de LaMia, que trasladaba a jugadores del equipo de fútbol brasileño Chapecoense, quienes estaban en camino para jugar la final de la Copa Sudamericana 2016 frente a Atlético Nacional. Seis personas sobrevivieron al accidente. La Unidad Administrativa Especial de Aeronáutica Civil colombiana investigó el accidente con apoyo de la Air Accidents Investigation Branch británica.

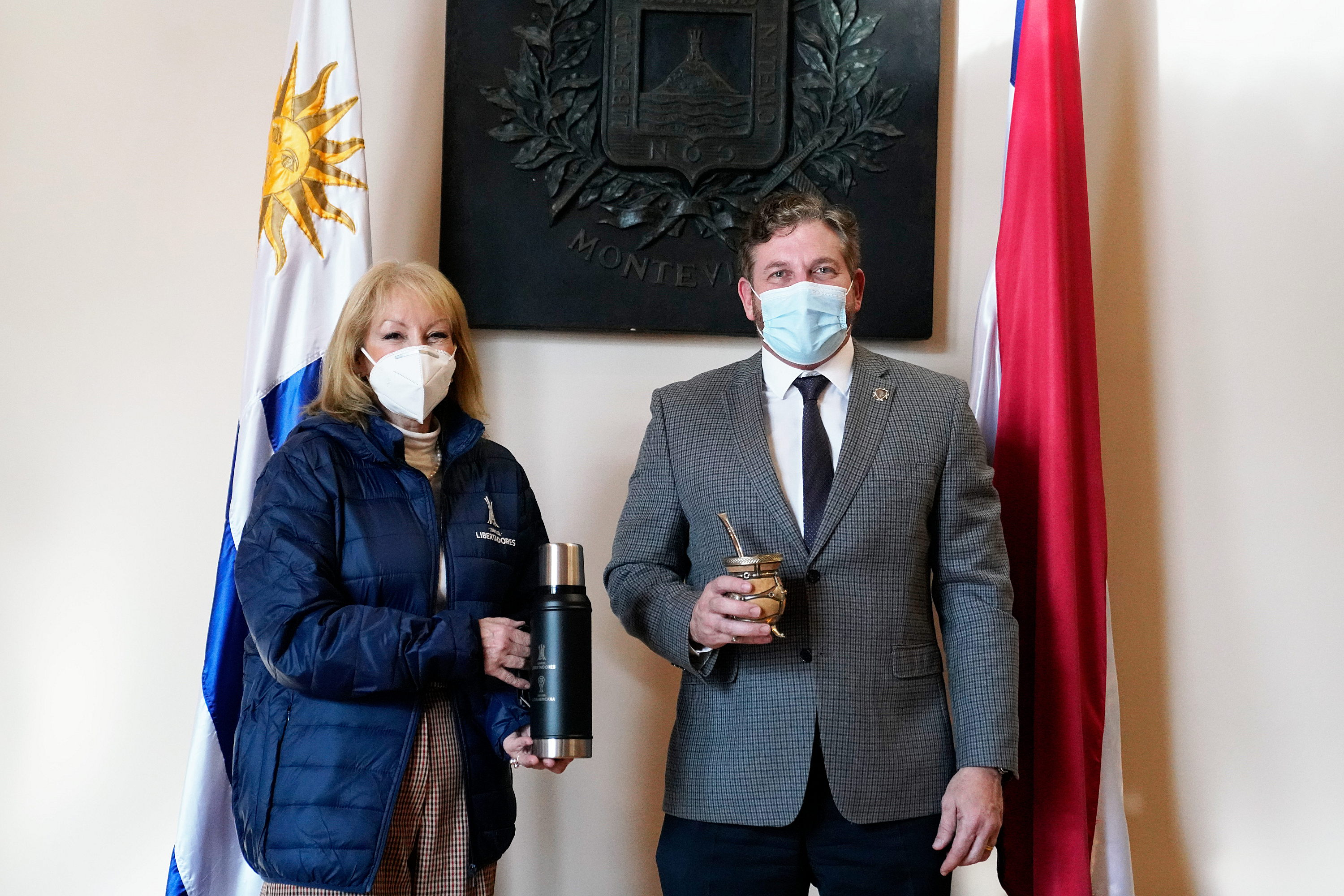
Domínguez junto a la intendenta de Montevideo Carolina Cosse, 2021.

En 2018, en el marco de la final de la Copa Libertadores entre Boca Juniors y River Plate, se produjeron incidentes por parte de los aficionados de River al lanzar piedras al autobús de Boca, lo que provocó que la Conmebol trasladara la final a España, específicamente al Estadio Santiago Bernabéu. Domínguez fue muy criticado por la prensa y figuras públicas por su decisión de cambiar la locación de la final a otro continente; finalmente, el partido se disputó allí y River ganó 3-1. También se le acusó de ser aficionado del equipo ganador.
En 2023, en la final de la Copa Libertadores entre Fluminense y Boca Juniors disputada en Río de Janeiro, aficionados de Fluminense agredieron a los de Boca, lo que resultó en hinchas hospitalizados. Domínguez, bajo Conmebol, declaró que "es momento de compartir todos juntos los momentos de alegría y celebración". Horas más tarde, la Policía de Río de Janeiro reprimió a los aficionados xeneizes y más tarde se jugó la final.

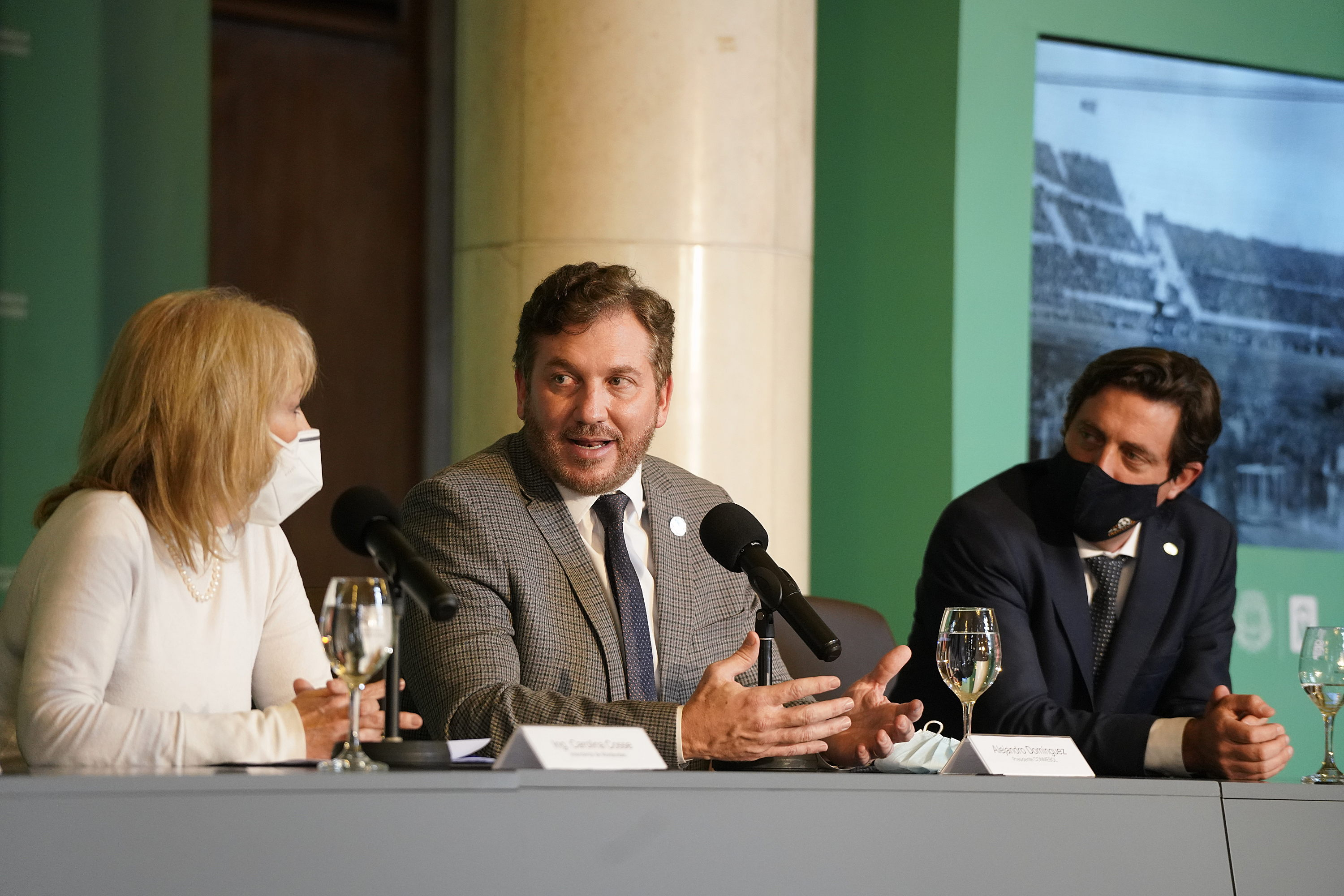
Domínguez y Cosse en una conferencia de prensa.

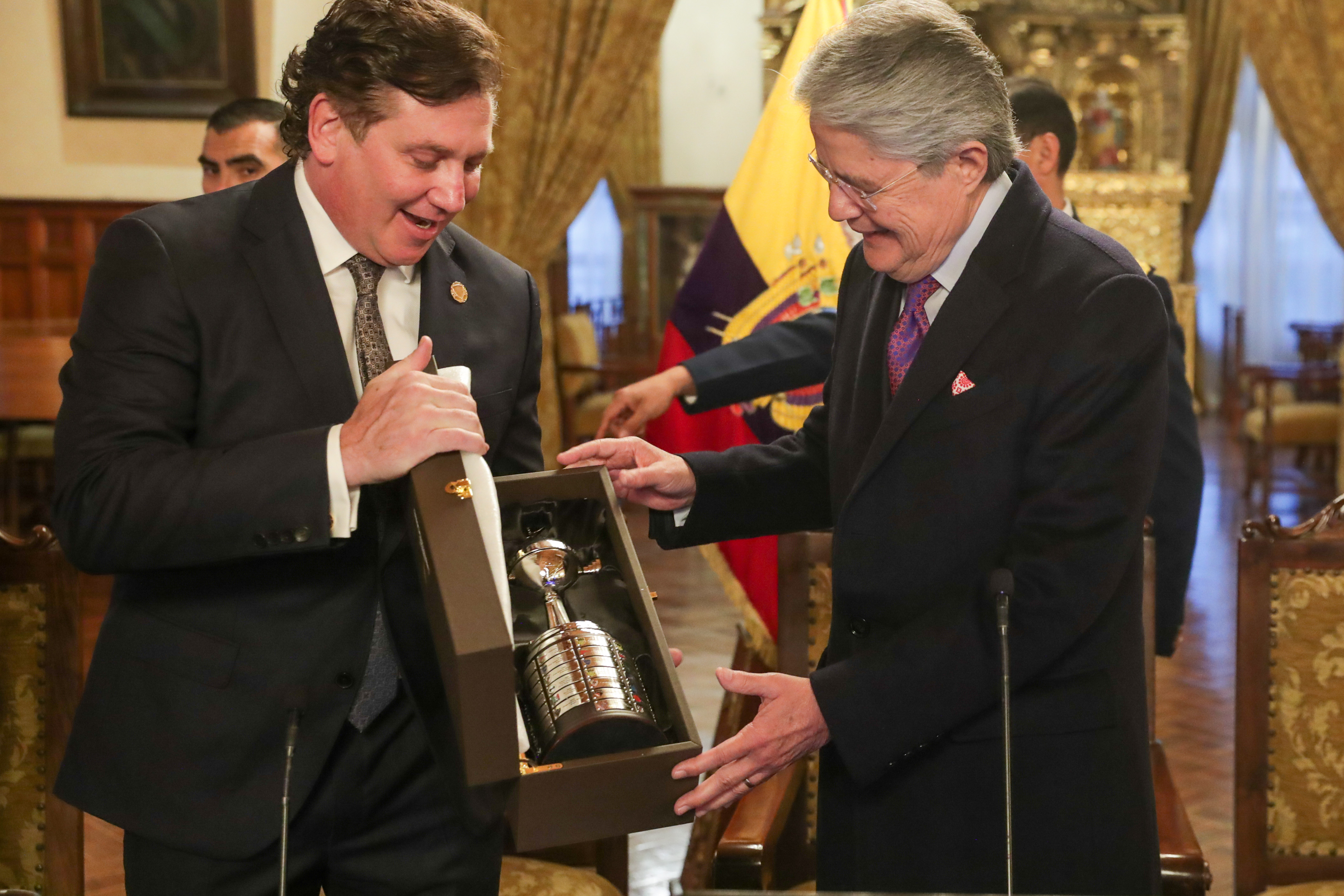
Domínguez muestra el trofeo de la Copa Libertadores al presidente ecuatoriano Guillermo Lasso, con motivo de la final de la Copa Libertadores 2022.

En 2024, cuando Nacional Potosí clasificó a la Copa Sudamericana y la disputó, hubo muchas quejas sobre las rutas para llegar al Estadio Víctor Agustín Ugarte, ya que en la ciudad no hay aeropuertos ni autopistas. En su grupo están Boca Juniors, Fortaleza y Sportivo Trinidense. Un día antes del viaje de Boca Juniors para la primera fecha, hubo 4 fallecidos en un accidente en la misma ruta. El club argentino Estudiantes de La Plata había jugado en 2017 con Nacional Potosí y grabó un video de toda la ruta que hizo en una Volkswagen Amarok.

#### «Tarzán sin Chita»
Tras el partido entre Cerro Porteño y Palmeiras por la Copa Libertadores Sub-20 de 2025, se produjo un incidente de racismo cuando hinchas paraguayos dirigieron insultos a jugadores brasileños. Uno de los afectados, Luighi, futbolista de Palmeiras, se mostró visiblemente afectado, lo que generó una fuerte reacción de la presidenta del club, Leila Pereira, y otras figuras brasileñas como el futbolista Vinícius Júnior.
Días después, tras el sorteo de la fase de grupos de la Copa Libertadores 2025, Leila declaró que Palmeiras consideraría unirse a la Concacaf y solicitó a la Confederación Brasileña de Fútbol (CBF) evaluar su permanencia en la Conmebol. En respuesta a esta posibilidad, Domínguez expresó que una Libertadores sin equipos brasileños sería «como Tarzán sin Chita, imposible». El comentario generó polémica en Brasil, donde algunos sectores interpretaron que la referencia a Chita, personaje simiesco de la historia de Tarzán, tenía connotaciones racistas. Domínguez pidió disculpas en las redes sociales.